# مارينر 9
مسبار مارينر 9 (بالإنجليزية: Mariner 9 (أو Mariner Mars '71)) هو مسبار أرسلته ناسا لاكتشاف المريخ في إطار برنامج مارينر. وقد أطلق مارينر 9 يوم 30 مايو 1971 من كاب كانافيرال بفلوريدا ووصل المريخ في 13 نوفمبر من نفس العام. اتخذ مارينر 9 مدارا حول المريخ، وأصبح أول قمر صناعي يتخذ مدارا حول أحد الكواكب، ووصل في نفس الشهر الذي وصل فيه مسبار مارس 2 ومسبار مارس 3 -المسباران الروسيان إلى المريخ. وبعد انتهاء فترة أعاصير رملية استطاع إرسال صور واضحة لسطح المريخ.

## هدف البعثة

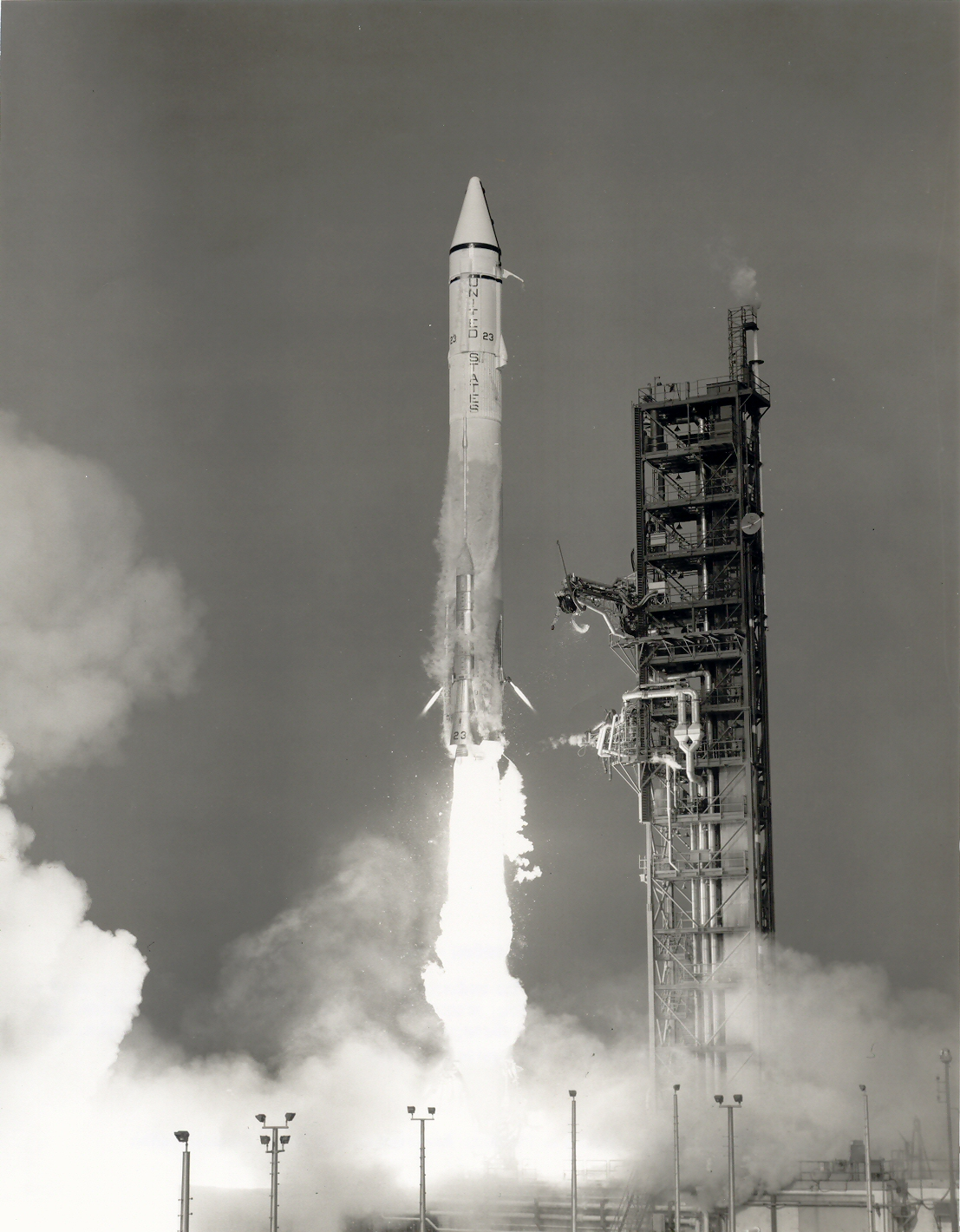
Mariner 9 launch

خططت بعثة مارينر 9 لتكملة الدراسات التي قام بها مارينر 6 ومارينر 7 ،ولتصوير 70 % من سطح المريخ من ارتفاع 1500 كيلومتر، وذلك بأعلى دقة (1 كيلومتر لكل بيكسل إلى 100 متر / بيكسل) حتى ذلك الوقت. كما زوّد المسبار مارينر 9 بمقياس يقيس الأشعة تحت الحمراء والتي يمكن أن تبين وجود براكينا نشطة. كذلك كان غرض البعثة قياس تغير درجات الحرارة على سطح المريخ وفي أجوائه، بالإضافة إلى تصوير قمري المريخ. وقد أدى مارينر 9 الغرض منه على أحسن وجه.

## الأجهزة العلمية
1. مطياف في منطقة الأشعة الفوق بنفسجية
2. مطياف في منطقة الأشعة تحت الحمراء
3. مقياس المسافات الفضائية وانزياح دوبلر
4. جهاز للاتصالات اللاسلكية
5. جهاز للأشعة تحت الحمراء
6. كاميرات

## نتائج البعثة

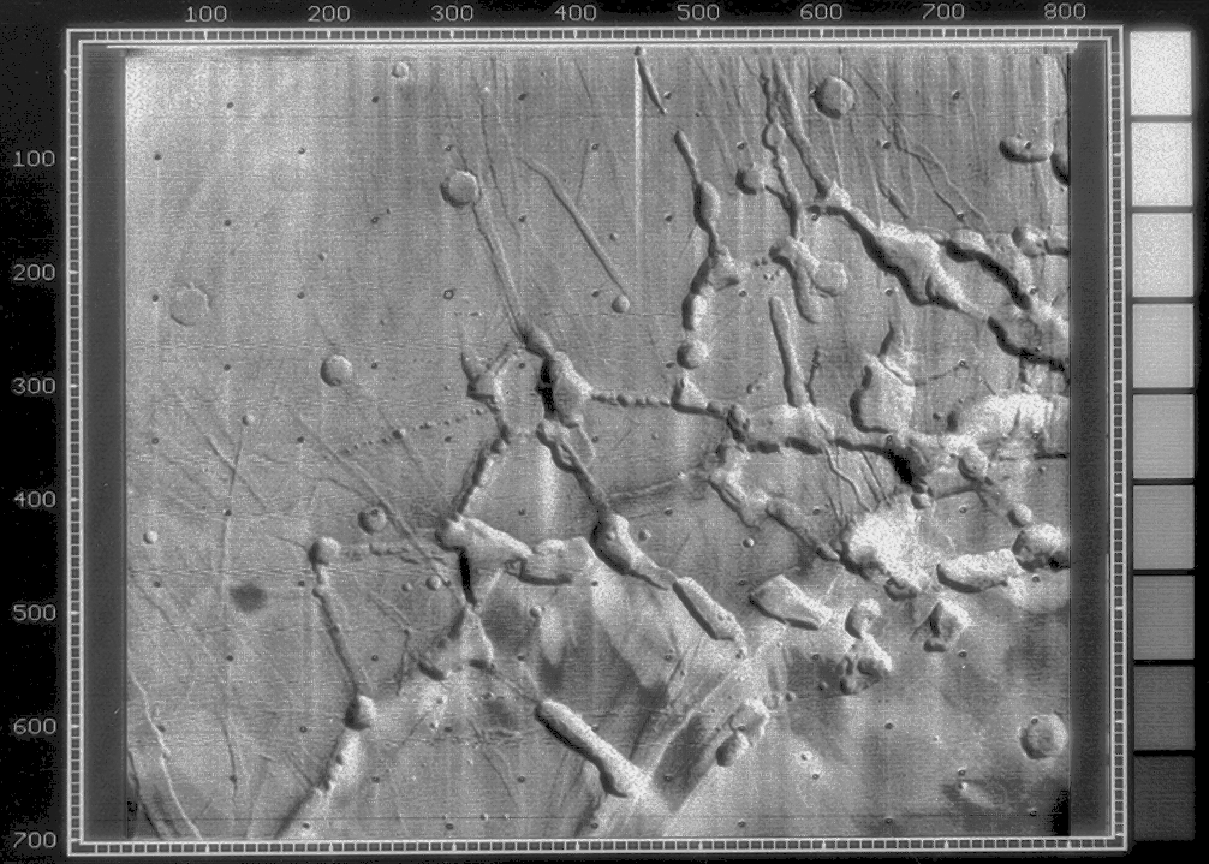
متاهة Noctis Labyrinthus

عندما وصل مارينر 9 المريخ كان جوه متربا ولم تكن معالمه واضحة. لهذا قام المختصون على الأرض ببمرمجة حاسوب المسبار بحيث تمكنه من تأجيل التقاط الصور لمدة عدة أشهر حتي ينكشف السطح. وبعد بقائه في مدار حول المريخ لمدة 349 يوم قام مارينر 9 بإرسال 7.329 صورة إلى الأرض تغطي 100% من سطح المريخ. وبيّنت الصور احواض أنهار جافة وفوهات ناتجة عن اصطدام النيازك بسجح المريخ، وفوهات براكين ضخمة خامدة، منها فوهة جبل أوليمبوس (المريخ)، وهو أكبر بركان معروف في المجموعة الشمسية. وكذلك احتوت الصور أخاديد ومنها أخدود فاليس مارينريس . وأفصحت الصور على اثار وجود الماء وعوامل التعرية والطبقات الرسوبية نشاط الطقس والرياح المحملة بالغبار وغيرها. كما قامت الكاميرات بتصوير الأقمار الطبيعية للمريخ التي تتصف بصغرها - فوبوس و ديموس . وقد ساعدت المعلومات التي أرسلها مارينر 9 على تخطيط رحلات برنامج فايكينغ.
وقد سمي أخدود فاليس مارينريس تمجيدا للإنتاج المثمر لمسبار مارينر 9.
وبعد أن استهلك مارينر 9 مخزونه من الغاز الذي يساعده على الاحتفاظ بارتفاعه، أغلق الاتصال بين المسبار والأرض في 27 أكتوبر 1972.

## صور التقطها مارينر 9

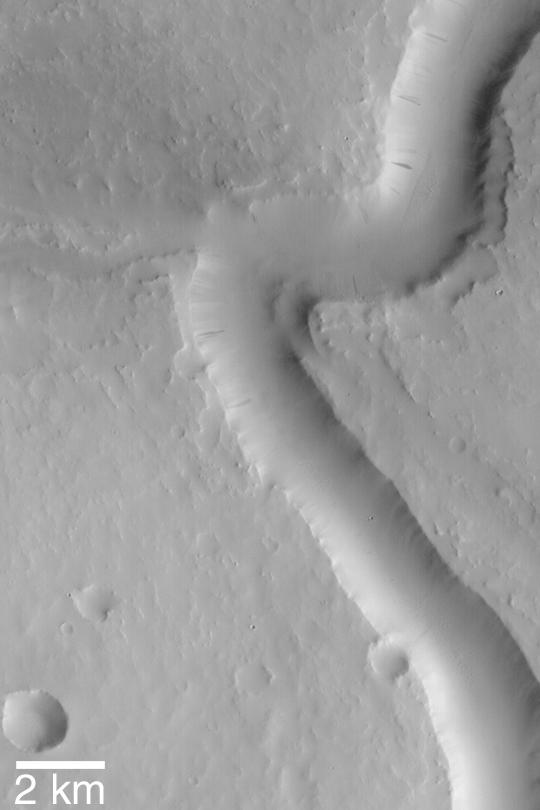
هذه الصورة لوادي سكاماندر وتدل على سابق وجود الماء.
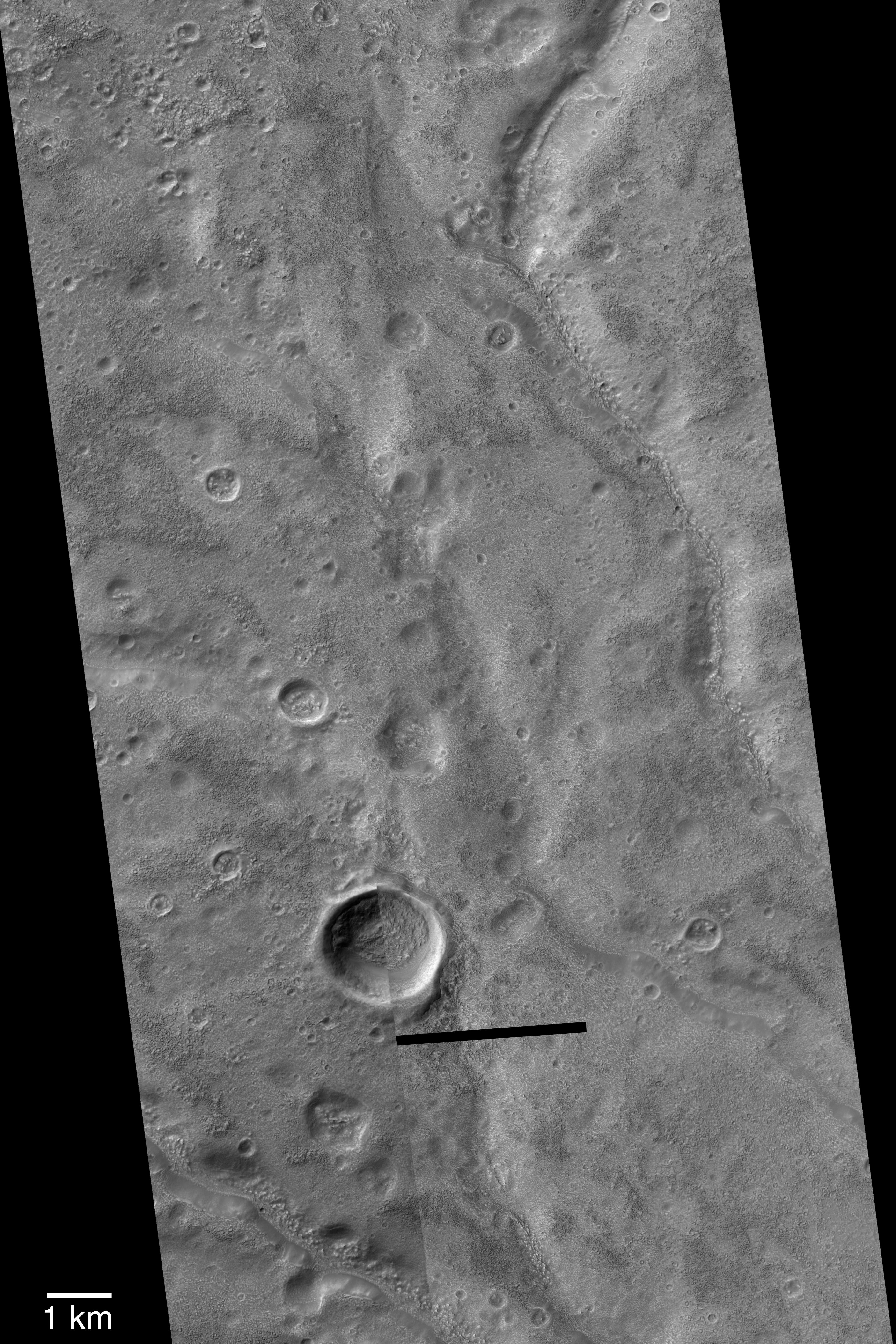
. هذه الصورة التقطها مارينر 9 لوادي Warrego Valles تدل على سابق وجود أمطار وسقوط الجليد على المريخ.